# 荒木政羽
荒木 政羽（あらき まさはね / あらき まさは、寛文2年（1662年） - 享保17年2月14日（1732年3月10日））は、江戸時代前期の武士。江戸幕府の旗本。通称は與十郎・内蔵助・十左衛門。官位は従五位下・志摩守。

## 経歴
寛文2年（1662年）、上総国武射郡に1,500石の所領を持っていた旗本の荒木元知（もととも、十郎左衛門）の長男として誕生。母は黒川丹波守正直の娘。天和2年（1682年）7月11日、はじめて将軍徳川綱吉に拝謁。天和3年（1683年）9月25日、書院番に列した。 元禄10年（1697年）7月11日、父の死により家督相続するが、元禄11年（1698年）所領の一部を下総国匝瑳郡に移された。元禄12年（1699年）御使番に転じて、6月6日、尾張国尾張藩主の徳川綱誠の薨去に際しては、紀伊国紀州藩へ派遣されている。12月18日に布衣の着用を許された。元禄14年（1701年）8月28日、幕府目付に就任。
元禄16年（1703年）6月28日より京都で霊元法皇付きとなり、この時に500石を加増。また11月6日には従五位下・志摩守に叙任した。のち霊元法皇より直々に鼓を賜っている。しかし正徳5年（1715年）12月に突然職務中に不手際があったとして小普請役に落とされて、500石の加増も取り消され、出仕を留められた。享保元年（1716年）5月1日に赦免されたが、享保16年（1731年）5月27日には隠居し、家督を長男政為に譲った。
享保17年（1732年）2月14日に死去。享年71。法名は了白。

### 元禄赤穂事件
元禄14年（1701年）3月14日、江戸城内にて播磨赤穂藩主の浅野長矩が高家筆頭の吉良義央に斬り付け、吉良が負傷する事件が発生し、同件の処分として浅野家の改易および赤穂城の城召し上げが決定された（元禄赤穂事件）。翌日15日、収城目付（幕府常任の目付職ではない）に荒木と榊原政殊が任命され、一月後の4月15日に赤穂藩領入りした。4月18日、同役の榊原、石原正氏（幕府代官）、岡田俊陳（幕府代官）らと共に赤穂城を検分した。
同検分は落合勝信の『江赤見聞記』に拠れば、以下のようであったとされる。赤穂藩家老の大石良雄はこの幕臣4人が金の間で休息中、お茶と菓子を勧め、浅野長矩の弟浅野長広をもっての浅野家再興を願い出たが、4人は何も答えず、その場を立って大書院の方へ行った。大石は大書院検分中の4人に再度願い出たが、また声をかけてもらえなかった。検分が終わり帰ろうとする4人を、大石は玄関にて再びお茶を出して引き止め、三度浅野家再興を願い出た。大石の必死さを見かねた石原が荒木に対して幕閣への取りなしを打診し、荒木や榊原はこれを了承し、大石は礼を述べた。
6月1日までに江戸に戻った荒木らは、将軍徳川綱吉や老中・若年寄らに収城の報告をおこない、併せて大石から浅野家再興の嘆願があったことを伝えた。結局浅野家再興の嘆願は却下され、浅野長広は本家広島藩へお預けとなり、大石の浅野家再興運動は挫折した。8月28日、荒木は幕府目付に就任した。その後、大石を中心とする赤穂浪士たちが吉良邸へ討ち入り、主君の仇である吉良義央を討ち取った。幕府の裁決で赤穂浪士は全員切腹とされた際、荒木は元禄16年（1703年）2月4日、細川綱利邸（大石ら一部浪士の預かり先）へ上使御目付として御使番の久永信豊らと派遣されて、大石良雄らの切腹処分の申し渡しを行い、検死役を務めた。

## 家系
- 荒木村重の親戚（従兄弟とされる）、荒木元清（花隈城主・荒木流馬術創始者）の玄孫にあたる[1][2]。
- 弟に荒木清行（きよゆき）、荒木元忠（もとただ、善左衛門）、荒木政容（まさよし）、妹に伊藤安兵衛重之室がいる[1]。
- 妻は青山藤蔵幸隆の娘[1]。
- 長男は荒木政明（まさあきら）、次男は荒木忠利（ただとし、初名は知重（ともしげ））[1]。
- 政羽の娘の一人は、殿中刃傷の際に浅野長矩を押し留めたことで有名な梶川頼照の孫・秀照と結婚しており、またこの縁で政羽の三男・政方（まさかた）も、梶川上秀（たかひで）と改名して、梶川家の養子に迎え入れられている[1]。
- もう一人の娘は松平筑前守の家臣・荒木用壽（善左衛門、元忠の子?）の妻となっている[1]。
- 四男は荒木好弘（よしひろ、友之丞）[1]。

## 登場作品
- 大忠臣蔵 - （1971年、永井玄哉）
- 赤穂城断絶 - （1978年、若林豪）
- 峠の群像 - （1982年、富田浩太郎）
- 大忠臣蔵 - （1989年、西山辰夫）
- 忠臣蔵 - （1990年、室田日出男）
- 元禄繚乱 - （1999年、西岡徳馬）
- 忠臣蔵 瑤泉院の陰謀 - （2007年、大竹修造）